# LIBERTY:IN OUR COSMOS
『LIBERTY：IN OUR COSMOS』（リバティー イン アワー コスモス）は、CRAVITYのスタジオアルバムパート2。2022年8月19日にSTARSHIPエンターテインメントからリリースされ、Kakao Mにて販売された。

## 概要
2022年3月22日、タイトル曲「Adrenaline」のミュージック・ビデオを公開。同曲は、自由を求めるCRAVITYの瞬間を爽やかに表現されたもので、アルバムの中のテーマになる君という希望の存在を「アドレナリン」に例え、“君という中毒”になってしまうというストーリーもキリングパートになっている。

## チャート成績
ガオンアルバム週間チャート1位を獲得した。

## 収録曲
1. Adrenaline［3:14］
  - 作詞：Hwang Yu-bin、Kim Hye-jin、Brother Su、Serim、Allen
  - 作曲：Stereo14、Christoffer Semelius、H. Kenneth
  - 編曲：Stereo14
2. Pow!［2:51］
  - 作詞：Hwang、Serim、Allen
  - 作曲：Stereo14、Woong Kim、Albin Nordqvist
  - 編曲：Stereo14、Woong Kim
3. Boppin'［3:36］
  - 作詞：PCDC
  - 作曲：PCDC
  - 編曲：PCDC
4. Chandelier［3:01］
  - 作詞：Exy
  - 作曲：Harold Philippon、Kim Yeon-seo、Alexander Karlsson

|#* 編曲：Alawn
1. Flip the Frame［3:22］
  - 作詞：PCDC
  - 作曲：PCDC
  - 編曲：PCDC
2. Maybe Baby［2:50］
  - 作詞：PCDC
  - 作曲：PCDC
  - 編曲：PCDC
3. Late Night［3:09］
  - 作詞：Junji、1Hz
  - 作曲：1Hz、Junji
  - 編曲：1Hz、Junji

Outro: In Our Cosmos［1:27］
1. - 作詞：Junji、Serim、Allen
  - 作曲：Shin Ki-hyun、1Hz、Junji
  - 編曲：Shin Ki-hyun、1Hz

合計時間23:30